# えびすこ
えびすことは、大相撲の隠語で大食い、または大食漢の力士のこと。

## 概要
語源は、恵比寿講（えびすこう）の集まりでお腹一杯にごちそうを食べる風習があったことに由来しているとか、お腹一杯食べた丸いお腹がえびす様みたいであるからなど、諸説ある。
大食漢の力士のことを、「あの力士はえびすこが強い」などと表現するが、2010年代に入ってからは単に「メシが強い」と評するなど「えびすこ」という単語自体相撲界でもあまり自然に使われなくなっている。そっぷ（痩せ型）の力士の場合、体重を付けるために無理にたくさん食べることで「えびすこを決める」こともあるが、もともと痩せ型の力士にとって無理な大食いは苦痛を伴う行為であり、真の大食漢の力士はやはり体格も大柄である場合がほとんどである。

## えびすこを決めた力士
ここでは酒1升を約1.8リットル、米の飯1升を約3.4kg、焼き肉1人前を約200g、しゃぶしゃぶ1人前を約150g、丼飯1杯(米1合)を約340gとして計算する。また、大食いではなく短時間での早食いに関する記録も一部紹介する。
- 阿武松緑之助(第6代横綱)
  - 大食いぶりが創作のネタになるほど語り継がれており、普段の食事で1日に米7升を食べるほどであった。
- 大空武左衛門（江戸時代後期の看板大関）
  - 身長7尺5寸（約227cm）と言われた超巨漢で、熊本藩主に招かれた際、酒3升（約5.4リットル）を飲み、飯2升半（約8.5kg）および体長1尺6寸（約48cm）の鯛3匹（うち1匹は煮付け、あとの2匹は刺身）を食べたが、本人はまだ物足りない様子であった。そのため、傍にいた役人から「遠慮するな」と言われたが、本人は「食べ過ぎは体に毒だから腹八分目にしろと両親から言われたので」と答え、それ以上は食べなかったという。
- 大砲万右エ門（第18代横綱）
  - サツマイモが大好物で、毎日二貫目（約7.5kg）を焼き芋にしておやつにしていたという。親方になっても焼き芋を大量に食べるその食習慣は続いていた。また、鯛めしを一度に36杯食べた記録を持つ。
- 宮城山福松（第29代横綱）
  - 身長173cm、体重113kgと小兵ながら、一度に鰻丼15人前と刺身10人前を食べた記録を持つ。
- 高登渉(関脇)
  - ある時4人前から5人前の飯櫃3杯(推定1升5合)の米を食べ、食べ終わると「あまり食べるときまりが悪いから、このへんで」とつぶやいた。
- 宇都宮新八郎(西前頭2枚目)
  - 病気の時に粥36杯と鰻丼15杯を食べ、その食べ過ぎぶりからこの時は流石に師匠に怒られた。
- 出羽ヶ嶽文治郎（関脇）
  - 全盛期には身長207cm、体重203kgと言われた巨漢で、普段の食事は丼飯を十数杯、そば屋でざるそばを一度に大盛り32杯食べた記録を持つ。また、丸ごと1匹の鮭を昼食のおかずにしていたこともある。
- 男女ノ川登三（第34代横綱）
  - ジャガイモが大好物で、毎日一貫目（約3.75kg）を塩ゆでにしておやつにしていた。しかも、そのジャガイモが1個減っただけでもすぐに気付き、「こら、1個食っただろ」と付け人を怒ったという逸話もある。
- 前田山英五郎(第39代横綱)
  - 同郷のプロ野球選手の景浦將と大食い対決を行い、焼き鳥を100本(1本あたり30g)食べたが、160本(130本とも伝わる)平らげた景浦には敵わなかった(しかも景浦はまだ食べられたが前田山が降参したので食べるのをやめた)[2][3][4]。
- 大内山平吉（第185代大関）
  - 時津風部屋の後援者が、大内山を含む3人の力士に向かって「3人で2時間以内に飯を3升（約10.2kg）食べることができたら祝儀をやる」と賭けを持ちかけたところ、大内山は「よっしゃ、1升半（約5.1kg）は俺にまかせろ」と言い、これを聞いた後援者は慌てて賭けを撤回したという逸話がある。
- 若瀬川泰二（小結）
  - 幕下時代、午前7時に鰻丼3人前と蒲焼き3人前と吸い物3杯、午前9時にかけうどん3杯、正午に鰻丼4人前と蒲焼き4人前と吸い物4杯、午後3時にかけうどん3杯、午後6時に鰻丼3人前と蒲焼き3人前と吸い物3杯、午後9時にかけうどん3杯という同じメニューを10日間続けたことがあった。関取時代の中国大陸巡業では、付け人3人とで焼肉を行い、肉100人前、野菜10人前(1人あたり肉25人前、野菜2.5人前)を平らげた。また、親方時代、62歳の時にも鰻重を毎食3人前ずつ1週間食べ続け、血糖値が600[5]に上昇して、そのまま入院する結果になったという。
- 松登晟郎（第186代大関）
  - 幕下時代、カレーライスを2合以上入る特製の大皿で、いつも4～5杯（一升）平らげたという。また、関脇時代には、料亭で御膳2人前を食べた後、寿司屋で握り寿司83個、うどん屋で大盛りうどん2杯、部屋に戻って丼飯2杯を平らげてから床に就いたにもかかわらず、夜中に腹がすいて目が覚めたという逸話もある。
- 楯甲幸男(西前頭18枚目)
  - 1943年、米1升のどかべん、1合5勺の駅弁2個×8駅、合計3升4合を平らげた。ある時身内で寿司の大食い大会を行った際に93個で2位だったが、「その前に餅を15個食わなければよかった」と悔やんだという逸話がある。
- 吉井山朋一郎（西前頭11枚目）
  - 食事の時に何度もお代わりをするのが面倒で、洗面器を3つ並べ、1つに飯、1つに味噌汁、1つに飲み水を満杯に入れて食べていたという逸話がある。
- 豊登道春（東前頭15枚目）
  - プロレスラー転向後の記録であるが、一度に握り寿司を250個食べた記録を持つ。同じくプロレスラー転向後、レスラー仲間の山本小鉄とラーメンを食べに行った際、山本が1杯目を食べ終わる前に彼は3杯目を注文し、山本に「色々なレスラーの中で胃袋は別格」と言わしめた。
- 栃ノ海晃嘉（第49代横綱）
  - 鶏モモのローストが大好物で、一度に23本食べた記録を持つ。
- 柏戸剛（第47代横綱）
  - エビの天ぷらが大好物で、一度に130尾食べた記録を持つ。１尾当たりの重さを約40gとすると合計で約5.2kgになる計算である。
- 若秩父高明(関脇)
  - 幕下時代に毎食米1升を常食していた。
- 若獅子茂憲（小結）
  - 仲間の力士たちと一緒に寿司屋を借り切って大食い競争を開催し、握り寿司180個を食べて優勝した後、口直しと称して近くの中華料理店へ行き、さらに湯麺やカツ丼など4品を食べたという逸話がある。
- 竹内山幸男（1960年代に高砂部屋に所属していた幕下力士）
  - 新幹線が開通する直前の頃、大阪場所へ行くため他の力士たちと一緒に東京駅から東海道本線の急行列車に乗った際、列車が停車するたびに全ての駅で駅弁を買って食べ続けた挙げ句、列車が目的地の大阪駅に到着すると、「やっと着いたか。じゃあ、メシにしよう」と言い、他の力士たちを呆れさせたという。また、「ジャンボ餃子完食で賞金出します」という料理店の看板を見付けて、小遣い稼ぎを目的に2.5kgのジャンボ餃子を毎日完食し続けたため、赤字続きで困り果てた店の主人が高砂部屋を訪れて、「お宅の竹内山を出入り禁止にしてほしい」と懇願したという逸話もある。
- 雷龍義則(1960年代に花籠部屋に所属していた幕下力士)
  - ある時米1升7合を平らげ、その食べっぷりから兄弟子の若秩父の後継者として一時期期待された。
- 北の湖敏満（第55代横綱）
  - 中学1年生で入門した時、ちゃんこで丼飯8杯・うどん大盛り2杯・お茶漬け2杯を食べて寝た翌朝に「空腹で眠れなかった」と語ったという逸話がある。木瀬部屋の閉鎖処分時代に北の湖部屋で預かっていた明瀬山との当時の会話で、普段明瀬山が丼飯を1食に3杯食べると聞くと、自分は(現役時代は)7杯食べたと答えていた[6]。
- 隆三杉太一（小結）
  - 現役時代には「鉄の胃袋」というあだ名があり、一度に焼き肉を75人前（約15kg）食べた記録を持つ。しかも、75人前で食べるのをやめたのは、満腹になったからではなく、肉をかみ過ぎて顎（あご）が疲れたためであったという。
- 双羽黒光司（第60代横綱）
  - 幕下時代、ステーキ3kgを平らげた後に中華料理店へ行き、中華丼、天津丼、オムライス、チャーハン、チャーシューメンなど9品を完食したが、10品目のカツ丼だけは完食できずに残したという。
- 貴ノ浪貞博（第228代大関）
  - 仲間の力士2人と一緒に寿司屋へ行き、3人で握り寿司を数百個も平らげた翌日、その寿司屋は腱鞘炎を起こして店を休業したという逸話がある。
- 瀬王錦誠吉（1990年代に若松部屋に所属していた序二段力士）
  - 部屋で丼飯3杯を食べた後、カレーショップCoCo壱番屋へ行き、20分以内に完食すれば無料になるという1300グラムのジャンボカレーを6分で完食した記録を持つ。
- 旭鷲山昇（小結）
  - ホットドッグ早食い世界大会の日本予選で、制限時間12分の間に約20cmの特大ホットドッグを16本食べたが、優勝には及ばず、試合終了後も残ったホットドッグを食べ続けていた。彼はこの日の朝、今日が早食い大会があることを忘れ、部屋でちゃんこを腹いっぱい食べてしまったことを悔いていたという。
- 雅山哲士（第233代大関）
  - 引退後に行われた二宮清純との対談で、1度に肉を4kgから5kgを食べることがざらであったと明かした[7]。
- 魁皇博之（第234代大関）
  - 2011年7月場所に通算白星記録となる1047勝を記録してこの場所を最後に有終の美を飾る形で引退した魁皇は、場所後の8月に福岡県民栄誉賞・直方特別市民文化栄誉賞の授賞式に出席するべく地元の直方市へ帰郷した際市内の企業である明治屋産業を訪れ、その明治屋産業が展開する事業「びっくり市」で販売される「レンガステーキ」4kgを軽々平らげた。ある時はから揚げを100個(1個当たり30gから40gとすると、約3㎏から4㎏、一説には1個100gの特大サイズであったとのこと)食べたというエピソードを残した。築地の「魚一」という寿司屋で45分間で130貫を平らげ、この食べっぷりが原因で「魚一」を出入り禁止になったという話もある。
- 臥牙丸勝（小結）
  - 2013年11月場所におけるNHK総合・大相撲中継では北の富士勝昭・舞の海秀平・藤井康生の3人が「場所入り後に熊本ラーメンを12杯も食べた」と具体的に証言していた。ちなみに臥牙丸の初土俵は九州場所であり、当時は熊本に九州場所用の宿舎があったため、現在でも九州場所前には宿舎の元貸主のいる熊本へ挨拶に出掛け、お気に入りの豚骨ラーメンを食べるのが恒例となっている[8]。アイスクリームも大好きであり、三段目や幕下の頃は1日に2～3kg食べていた。引退後の2021年7月場所13日目のABEMA大相撲中継の解説を務めた際、実況の清野茂樹アナウンサーからかつては九州で大好物のラーメンを13玉食べていたというエピソードを振られると、それが前日の18時から飲み明かした後に6時に摂った朝食であり、その後朝稽古に向かったと明かしている。臥牙丸がそれだけの量を食べたのは、12玉以上食べると貰えるどんぶりが目当てだったためである[9]。肉は1度に5㎏から6㎏食べるのがざらであった[10]。ある時白鵬と飲みに行った際ににはタニマチから「シャンパン用バケツに注いだカクテルを飲み干したら祝儀10万円をあげる」と言われ、飲み干して祝儀をせしめた[11]。他にも、マクドナルドで1万2000円分食べたという逸話もある(1人前600円として、約20人前)[11]。
- 舛ノ山大晴（西前頭4枚目）
  - 2013年11月場所中、ちゃんこの後に出掛けた先で替え玉ラーメンを毎回15玉ほど食べる食生活を続けていた[12]。また、普段は1日2食で米を15合食していた[13]。現役引退後、豊ノ島のYouTubeチャンネルに出演した際に、過去にラーメンを替え玉18玉、寿司を160貫完食したことを明かした。また、この動画の撮影中に、元力士の若孜が営む飲食店で、ジンギスカンを20人前完食した[14]。その後、行われた大食い企画では、元鶴嶺峰の店でラーメン5kgを食した。食後も車内でコンビニスイーツを食し、空腹を覚えて元松鳳山の店で焼肉を食べた[15]。
- 山本山龍太（西前頭9枚目）
  - 身長191cm、体重277kg（日本人力士最重量記録）の巨体で知られており、中学2年時は回転寿司を63皿も平らげ、すでに180kgに達していた3年時には毎食米1升を平らげたという[16]。また、小学4年生で体重100kgに達し、給食の時間には牛乳が嫌いな児童から牛乳を引き受け、その量は給食1食で1.5リットル以上に達することもあった。また、前述のCoCo壱番屋のチャレンジメニューを7分で完食した記録を持ち、さらに平然とおかわりを要求した。食べ放題のしゃぶしゃぶ店で一般人の数倍の量(推定25人前から30人前)を食べて、余りの食べっぷりにその店を出入り禁止になったが、本人としてはずいぶん遠慮したとのこと。
- 大露羅敏（幕下）
  - 身長193cm、体重271kgを記録したこともある巨漢で、「替え玉ラーメンを30玉食べたことがある」「おやつにみかん1箱を食べる」などの噂が立ったことがある。これについて相撲記者の佐々木一郎[注釈 2]は大露羅本人に真相を尋ねたが、本人は「噂は噂にしておきましょうよ」と言い、肯定も否定もしなかった[17]。実際のところ、かつて焼き肉店で最大50人前を注文し、ラーメン丼のご飯を4杯分とラーメン6杯を食べたことがあり[18]、寿司は250貫を平らげたことがある[19]。2017年2月の報道によると、1食で茶碗1杯しか食べない小食であるようであり、そのため一般的に30～149が基準値とされる中性脂肪は、本人によれば「46～48くらい」[20]。
- 遠藤聖大（小結）
  - 2013年12月25日、「永谷園」のお茶漬けのCMを収録した際にOKが出るまでお茶漬けを30杯食べた。遠藤は猫舌であるにもかかわらずこれだけの量を平らげたが、収録後には「水っ腹になった」とこたえた様子を語っていた[21]。
- 大砂嵐金崇郎（西前頭筆頭）
  - イスラム教徒であった大砂嵐はラマダンに入ると日中断食をしなければならず、ラマダン期間中は起床から日没まで飲まず食わずであったという。2014年6月30日の夕方に番付発表会見が終わった後には、会場として使用された大嶽部屋宿舎のある愛知・稲沢市内のレストランで24時間ぶりの食事を行い、チキンカツカレー、ピラフ、唐揚げ、エビフライなど、合計10人前の食事をたいらげた（その前日は2014年のラマダン初日であった）。その翌日には、日没後に牛すじ入りガーリックチャーハン10人前で胃袋を満たした[22]。なお、イスラム教徒は豚肉を食べることを禁じられているため、大砂嵐が所属していた大嶽部屋では彼の食習慣に配慮して、食事の材料に豚肉を使わないよう気を使っていた。
- 逸ノ城駿（関脇）
  - 2013年9月の全日本実業団選手権前には鳥取城北高校相撲部監督・石浦外喜義の経営する料理店で食事を行い、その時に板長の好意で振る舞われた山盛りの唐揚げやあんかけ丼など3キロ分を平らげ英気を養った[23]。入幕後のある時期、毎日おやつにヤマザキのコッペパンを20個（ジャム&マーガリン10個　ピーナッツバター10個）食べていた。2014年のある時期、自身を含めた力士5人で食べ放題の焼肉店に出掛け、全員合わせて焼肉を200人前近く(1人あたり約40人前)食べた[24]。ただ、逸ノ城自体来日当初から飛び抜けた大食いであったわけではなく、鳥取城北高校への留学を始めたばかりの頃については「先輩に食べさせられたんですよ」「どんぶりに盛られたご飯を8杯、鍋を5杯と、吐きそうになっても、吐いたら意味がないんで、我慢してました。稽古も大変でしたけど、食べるのもつらかったっす……」と苦笑いしている[25]。一方で、モンゴル在住時代から馬乳を1度に2リットル飲んで体を作ったという話もある。
- 琴奨菊和弘（第242代大関）
  - 普段から夜食として部屋の近くの焼き肉店の出前を取ることがあり、その際にはビビンバステーキ丼を3、4個食べるという。過去に部屋の若い衆を含めて25人でしゃぶしゃぶを食べに出掛け、合計600人前（1人あたり24人前、約3.6kg）平らげたこともあると伝わっている[26]。2019年に東京都内で行われたトークショーでは、若手時代は1日に8㎏（2升3合に相当。力士は1日2食なので、1食あたり1升1合半という計算になる）米を食べたと語っていた[27]。
- 白鵬翔（第69代横綱）
  - 入門当初は体重62kgとまさしく一般人と変わらぬ体格であったが、入門後2ヶ月間は体作りとして稽古をせず増量に専念。無理やり牛乳を5リットル飲み、どんぶりの大盛りを3杯食べ、吐いてもまた無理やり食べたという[28]。2024年1月場所7日目のNHK大相撲中継の解説では、体を作っていた時期には1食どんぶり飯8杯、1日2食で16杯(1杯1合として1日1升6合)食べたと語り、実況を務めた太田雅英アナウンサーは思わず「ぐおっ!」という声を上げて驚き、SNSでは「宮城野親方」がトレンド入りした[29]。
- 日馬富士公平（第70代横綱）
  - 2015年1月場所中日を終えた夜、すっぽんの炭焼き12匹（1匹あたり700～800g）を平らげて翌日の取組に備えていた[30]。ただし白鵬の証言によると「あの人は本当に小食で驚いた」とのことであり、白鵬と日馬富士がラーメン店へ出かけたとき、白鵬が1杯を食べ終えて替え玉を注文する際、横の日馬富士を見るとまだ半分も食べてなかったという[31]。
- 玉鷲一朗（関脇）
  - 2016年12月1日、福岡県行橋市の保育園へ訪問した際、園児から食事量について聞かれ、付き人の序二段（当時）が「昨日、（玉鷲と）2人でもつ鍋を20人前（1人あたり10人前、約3kg～4kg）食べました」と答えた[32]。
- 稀勢の里寛（第72代横綱）
  - 横綱昇進から2日後の2017年1月27日、稀勢の里は田子ノ浦部屋がある東京都・江戸川区の小学校で開かれた横綱昇進報告会に出席し、そこで「どのくらい米を食べるのか」と子供たちに質問された際に苦笑いしながら「10代、20代前半は1升ぐらい食べたこともあったけど、いまは茶碗1杯ぐらいです」と答えた[33]。一方で断髪式前夜、東京都内のイタリア料理店で現役時代に世話になった後援者とテーブルを囲み、パスタ20人前を食したという話もある[34]。
- 髙安晃（第247代大関）
  - 地元・土浦市の行きつけの「レストラン中台」のオーナー一家の人物である中台理香から「友人と3人で来たとき20人前ほど注文したことがあります。そのうち17人前は高安関が食べました」と証言されている。大関昇進伝達式が行われた日の深夜11時、六本木の高級キャバクラで酒を飲む前にドライブスルーで牛丼を6杯注文してタクシーの中で牛丼をかき込んだ[35]。牛丼のエピソードに関しては、酒を本格的に飲む前の食事であったことに留意されたい。
- 飛翔富士廣樹（十両）
  - 2015年7月場所12日目の夜、ニンニクたっぷりで鉢のような丼でのラーメンに、丸ごとの鶏の空揚げ2羽、カレーライス5杯を食べた[36]。
- 垣添徹（小結）
  - 現役時代に、焼肉30人前と丼飯を7杯を平らげたことがある。
- 豊ノ島大樹（関脇）
  - 小学校時代、毎朝特大のおにぎり6個（米6合分）を食べて登校していた。2015年5月1日放送分の『櫻井有吉アブナイ夜会』では里山、大喜鵬、付き人の4人でタン塩20人前、ハラミ20人前、ロース10人前、豚足など、計60人前（1人当たり15人前）の料理を頼み、4人で平らげた。少なくとも3㎏以上の料理を平らげた計算になるが、この量について豊ノ島は「これでも抑えている」と一言[37]。
- 琴錦功宗（関脇）
  - 入門当時、下っ端の新弟子たちは関取たちの食事が終わった後の残り物しか食べることを許されず、琴錦は具の欠片だけが残ったちゃんこ鍋のスープとポン酢で丼飯12、3杯を掻き込んでいたという[38]。入門当時の琴錦は当時の新弟子検査の基準ギリギリの175cm、80kgであったにもかかわらずこれだけの量を常食していたが、あくまで具の欠片が残っただけのスープとポン酢の他に丼飯のおかずが無かった点に留意されたい。
- 浜亮太 (幕下6枚目)
  - ちゃんこの度に毎食米を1升、鍋の中身を全部さらったものを五杯（推定ちゃんこ鍋20人前、約6kg～8kg）、昼寝の後ラーメンの大盛りと牛丼の特盛を二杯ずつ平らげていたと言う。
- 宇良和輝(前頭4枚目)
  - 2kgのステーキを6枚立て続けに食べたことがある。
- 若天狼啓介（十両）
  - 現役時代は毎食肉1kg、米5合を常食していた。引退から約8年後、ヒカルの動画で回転寿司をご馳走してもらい、寿司55皿とラーメン2杯（1杯で推定寿司2.5皿分）を食べた[39]。
- 照ノ富士春雄(第73代横綱)
  - ある時大仁田厚と2人でしゃぶしゃぶ30人前（1人あたり15人前、約2.25kg）を食べた[40]。
- 明瀬山光彦(東前頭12枚目)
  - 2021年4月21日放送分『有吉ゼミ』で「ちゃんこ玉海力」の総重量3.46kgとなる特製ちゃんこ鍋を、制限時間50分が設けられた中42分43秒で完食した。因みにギャル曽根のタイムは42分19秒。この他にも、同番組内では「わんこそば250杯(1杯あたり16gと仮定して約4kg)」「ファミレスのライス17人前(1人前200gとすると3.4㎏)」という大食いエピソードが語られた。また、貴闘力の証言によると、焼肉50人前を食べた後、平気な顔で寿司屋へ行ったこともあるという[41]。ただ、北の湖部屋時代に北の湖と話した内容によると、普段は1度に丼飯を3杯程度しか食べなかったという[6]。
- 天空海翔馬(西前頭10枚目)
  - 2021年12月27日放送分『有吉ゼミ』で3.6kgの天ぷらそば、300g×2個の特大いなりずしを、制限時間50分が設けられた中49分35秒で完食した。因みにギャル曽根は48分24秒で完食[42]。
- 大奄美元規(東前頭11枚目)
  - 2021年6月28日放送分『有吉ゼミ』で3.39kgの稲庭うどんを、制限時間50分が設けられた中37分46秒で完食し、39分40秒で完食したギャル曽根に勝利。また、2022年1月場所前に公開された協会公式インタビューでは、1度にステーキ4kgを平らげたと話している[43]。
- 栃丸正典(十両)
  - 普段のちゃんことして1食に4kgから5kg鶏肉を食べている[44]。
- 富士東和佳(西前頭4枚目)
  - ある時牛タン70人前を焼肉屋で平らげ、さらに食べようとしたらその店の牛タンの在庫がなくなったため打ち止めになった[11]。